# 刘唯一
刘唯一（？—？），宋朝地方官员。
刘唯一曾于1004年接替商余庆任华亭县知县一职，1008年由孟虚舟接任。